# Eilandboog

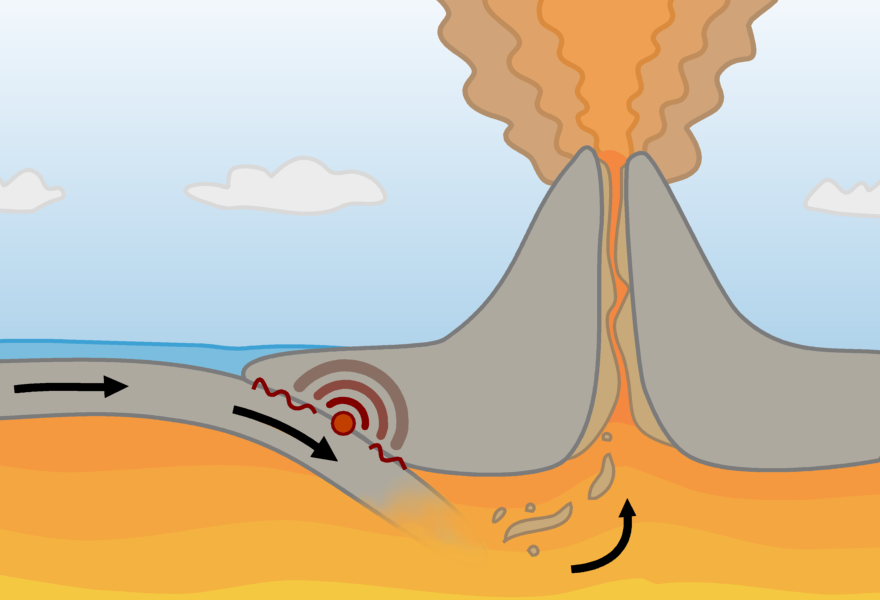
Plaattektonische situatie van een eilandboog. Een stuk oceanische korst subduceert de aardmantel in, waardoor partieel smelten plaatsvindt. De smelt komt omhoog in de vorm van magma, dit zorgt voor de vorming van vulkanen op de overrijdende plaat (rechts in het plaatje).

Een eilandboog is een rij grotendeels vulkanische eilanden, die gevormd is door de werking van platentektoniek.

## Vorming
Eilandbogen worden gevormd op plekken waar de ene oceanische plaat onder de andere subduceert. Boven de subductiezone zal een lange topografische depressie ontstaan, een zogenaamde oceanische trog. De subducerende korst zal schuin de aardmantel in bewegen. Omdat de subducerende korst nog veel zogenaamde vluchtige bestandsdelen (lichte stoffen zoals water of gassen) bevat, zal deze gedeeltelijk smelten. De smelt komt omhoog als vloeibare magma, waardoor op de overrijdende plaat vulkanisme plaatsvindt. Hierdoor ontstaat een langgerekte keten van eilanden langs de oceanische trog.

## Voorbeelden
Voorbeelden van eilandbogen zijn:
- de Indonesische Soenda-eilanden
- de eilanden van Japan
- de Antillen
- de Filipijnen
- de Marianen